# Saguinus niger
Saguinus niger és una espècie de mico de la família dels cal·litríquids que viu al Brasil.